# Mysore (dystrykt)
Dystrykt Mysore (Kannada ಮೈಸೂರು) jest okręgiem administracyjnym zlokalizowanym w stanie Karnataka w Indiach. Od północnego wschodu graniczy z rejonem Mandya, od południowego wschodu z rejonem Chamrajnagar, od południa ze stanem Kerala, od zachodu z rejonem Kodagu i rejonem Hassan od północy. Powierzchnia wynosi 6,268 km², przy średniej populacji 2,641,027 (rok 2001), wzrost 15.04% od roku 1991. Administracyjnym ośrodkiem dystryktu jest miasto Mysore.